# Ordine di San Giorgio (Austria)
L'Ordine di San Giorgio è un ordine cavalleresco creato nel 1469 e poi concesso dalla casata imperiale degli Asburgo d'Austria. Oggi conta 630 membri; si occupa di attività caritatevole e politica.

## Storia

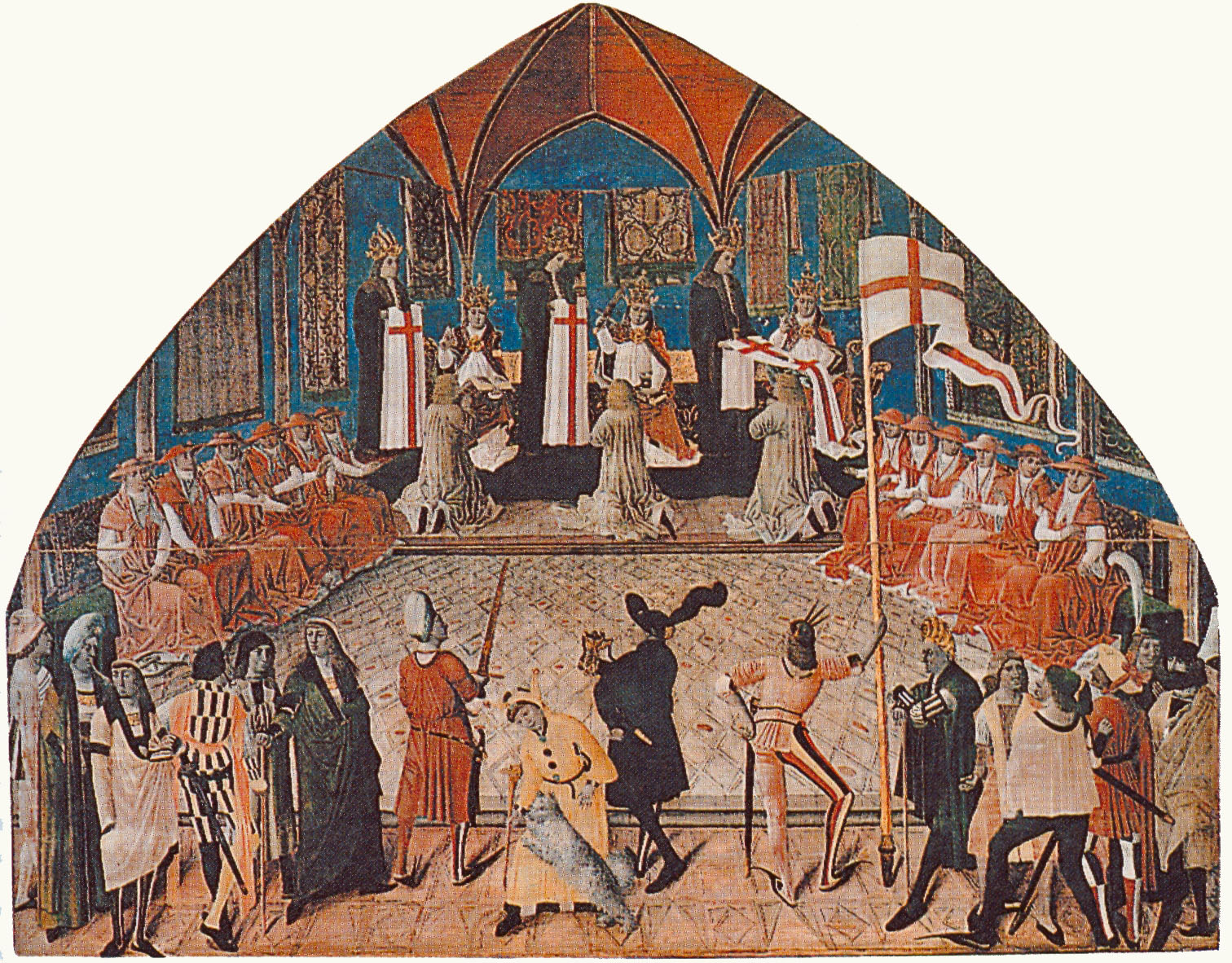
1 gennaio 1569: papa Paolo II e l'imperatore Federico III nominano il primo gran maestro dell'Ordine di San Giorgio

L'Ordine venne ufficialmente istituito il 1 gennaio 1469 nella Basilica Lateranense di Roma sotto il patrocinio di papa Paolo II e dell'imperatore Federico III del Sacro Romano Impero, con l'intento di istituire una onorificenza che raggruppasse quanti si stessero impegnando nella lotta contro i turchi nei territori ereditari della monarchia asburgica di Carinzia e Stiria. In quella occasione venne nominato il primo gran maestro, Johann Siebenhirter, e la sede centrale fu posta nell'ex monastero benedettino di Millstatt nella città di Wiener Neustadt.
Fu solo grazie all'operato dell'imperatore Massimiliano I del Sacro Romano Impero che l'Ordine crebbe notevolmente, ottenendo egli stesso il patrocinio di questa organizzazione e degli scopi che essa rappresentava, sia in Austria sia nel mondo cattolico. Dopo la morte dell'imperatore, l'Ordine entrò rapidamente in crisi dal momento che l'imperatore Carlo V se ne disinteressò. Gli scopi dell'Ordine divennero completamente obsoleti a partire dal 1571 quando, con la vittoria della Battaglia di Lepanto, il pericolo turco in Europa poteva dirsi ormai completamente arginato, e per questo nel 1598 i beni dell'Ordine passarono al Collegio dei Gesuiti di Graz.
Non avendo avuto una soppressione formale da parte dell'imperatore, l'Ordine venne riorganizzato nel 1848 da Francesco Giuseppe I e la sua nuova istituzione venne ristabilita definitivamente dall'imperatore Carlo I nel 1917, il quale, dopo il crollo dell'Impero, mantenne in vita l'Ordine come onorificenza privata concessa direttamente dal Capo della famiglia imperiale. Oggi, il Gran Maestro dell'Ordine è Carlo d'Asburgo-Lorena, capo della Casa d'Austria.
La ricchezza dell'Ordine e il prestigio di cui godeva possono essere ancora oggi ammirate nel museo dell'abbazia di Millstatt, dove sono presenti numerose opere d'arte appartenute un tempo ai cavalieri di San Giorgio, tra cui diversi manoscritti, il libro di preghiere di Johann Siebenhirter e quello dell'imperatore Massimiliano I, con disegni a penna e inchiostro eseguiti da Albrecht Dürer, Albrecht Altdorfer e Lucas Cranach. Nel 1495 il conte Leonardo di Gorizia commissionò un forziere decorato da Andrea Mantegna in onore della moglie Paola Gonzaga, da poco scomparsa.

## Insigniti notabili
- Carlo I d'Austria
- Ottone d'Asburgo-Lorena
- Carlo d'Asburgo-Lorena
- Josef Pühringer